# Солунско пристанище
Солунското пристанище (на гръцки: Λιμάνι της Θεσσαλονίκης) е едно от най-големите гръцки пристанища, разположено в големия македонски град Солун, Гърция. То е и едно от най-големите в Бяло море.
В 2007 година Солунското пристанище обработва 14 373 245 тона товари, което го прави едно от най-натоварените товарни пристанища в Гърция и второто по големина контейнерно пристанище в страната. Солунското пристанище има един от най-големите пътнически терминали в Бяло море. През пътния терминал преминават около 162 731 пътници в 2007 година. Пристанището е модернизирано, тъй като Солун бавно се превръща в голямо туристическо пристанище.
Терминалите на пристанището за нефт и газ имат общ капацитет за съхранение от 500 000 m3 и годишен капацитет на трафика от 9 000 000 тона годишно.
Една от забележителностите на пристанището са Старите пристанищни хладилници, които вече не се използват по предназначение и са обявени за защитени в 2016 година. Разположени са до сградата на Централната пристанищна администрация.